# کینگ‌میکر
پادشاه ساز (انگلیسی: Kingmaker; کره‌ای: 킹메이커; لاتین‌نویسی اصلاح‌شده: Kingmeikeo) یک فیلم درام سیاسی محصول ۲۰۲۳ کره جنوبی به نویسندگی و کارگردانی بیون سونگ هیون و با بازی سول کیونگ گو و لی سون کیون است. این فیلم برای انتشار در ۲۹ دسامبر ۲۰۲۱ برنامه‌ریزی شده بود اما به دلیل دنیاگیری کووید-۱۹ در ۲۶ ژانویه ۲۰۲۲ منتشر شد.

## تولید
حضور سول کیونگ گو و لی سون کیون در این فیلم در ژوئیه ۲۰۱۸ تأیید شد. کارگردان بیون سونگ هیون و سول کیونگ-گو پیش از این در فیلم بی‌رحم (۲۰۱۷) همکاری داشتند. در ۲۹ مارس ۲۰۱۹، پس از تکمیل گروه بازیگران، تصاویر محل فیلمنامه خوانی منتشر شد.
کارگردان بیون سونگ هیون برای این فیلم با تیم قدیمی‌اش کار کرد. کارگردان هنری هان آه روم، کیم هونگ جیپ و لی جین هی (موسیقی) و لی جین گیو (نورپردازی) با بیون در فیلم بی‌رحم کار کرده بودند. این فیلم با هزینهٔ تخمینی ۱۲ میلیارد وون تولید شد.
فیلم‌برداری اصلی در ۲۵ مارس ۲۰۱۹ آغاز شد.